# Baraka Djoma SSG
El Baraka Djoma SSG es un equipo de fútbol de Guinea que juega en la Tercera División de Guinea, la tercera liga de fútbol en importancia en el país.

## Historia
Fue fundado en el año 1994 en la capital Conakry, y 4 años después de su fundación jugaron por primera vez en el Campeonato Nacional de Guinea. El club ganó su primer título importante en la temporada 2009 al ganar la Copa Nacional de Guinea luego de vencer en la final al Hafia FC 4-2 en penales luego de empatar 0-0 en el tiempo reglamentario.
El club descendió de la máxima categoría en la temporada 2011/12 tras quedar en último lugar de la liga entre 12 equipos.
A nivel internacional han participado en un torneo continental, en la Copa Confederación de la CAF 2010, en la cual fueron eliminados en la primera ronda por el FUS Rabat de Marruecos.

## Palmarés
- Copa Nacional de Guinea: 1

2008/09

## Participación en competiciones de la CAF
| Temporada | Torneo                       | Ronda      | Club                   | Casa | Visita | Global |
| --------- | ---------------------------- | ---------- | ---------------------- | ---- | ------ | ------ |
| 2010      | Copa Confederación de la CAF | Preliminar | Sport Bissau e Benfica | 3-2  | 0-0    | 3-2    |
| 2010      | Copa Confederación de la CAF | 1          | FUS Rabat              | 0-0  | 0-1    | 0-1    |